# Néstor Garay
Néstor Garay, auch Nestor Garai (* 13. Januar 1931 in Santa Rosa; † 11. Mai 2003 in Rom), war ein argentinischer Schauspieler.

## Leben
Garay, ein stämmiger, breitgesichtiger, verlässlicher Nebendarsteller, gehörte zur recht großen Gruppe der argentinischen Schauspieler, die sich in Rom aufhielten und lebten. Seine erste Rolle dort spielte er 1964 für die Fernsehserie I grandi camaleonti; danach folgten knapp 40 Engagements bis ins Jahr 2001, oftmals als Priester oder Politiker.
Manchmal wird sein Name in der Form Nestor Garai wiedergegeben.

## Filmografie (Auswahl)
- 1968: Django – Die Bibel ist kein Kartenspiel (Execution)
- 1970: Schach der Mafia (Scacco alla mafia)
- 1972: Allein gegen das Gesetz (Il vero e il falso)
- 1976: Allegro non troppo (Allegro non troppo)
- 1982: Keine Zeit für Wunder (Cercasi Gesù)
- 1984: Spaghetti-House (Spaghetti house)
- 1985: Oliver Maass (Fernsehserie)